# Parque nacional Bundjalung
El Parque Nacional Bundjalung es un parque nacional en Nueva Gales del Sur (Australia), ubicado a 554 km al noreste de Sídney. Tiene 38 km de costa donde se encuentra la llamada Playa 10 millas. La parte sur del parque es cruzada por el río Esk, el más grande río cuyo trayecto no ha sido modificado. También se pueden visitar en el parque, lagos de agua dulce, manglares y selvas húmedas.
Las playas del parque son especialmente apreciadas por los surfistas. También se puede pescar, navegar en canoas y nadar. El parque posee zonas para acampar a las cuales se puede acceder con vehículos. Para llegar hasta las playas desde allí, hacen falta vehículos rústicos. También se puede alquilar alojamiento y transporte dentro del parque.

Véase también:
- Zonas protegidas de Nueva Gales del Sur